# اندی دیویس (داور)
اندی دیویس (انگلیسی: Andy Davies؛ زادهٔ) بازیکن فوتبال اهل بریتانیا است.